# Thorsten Frei

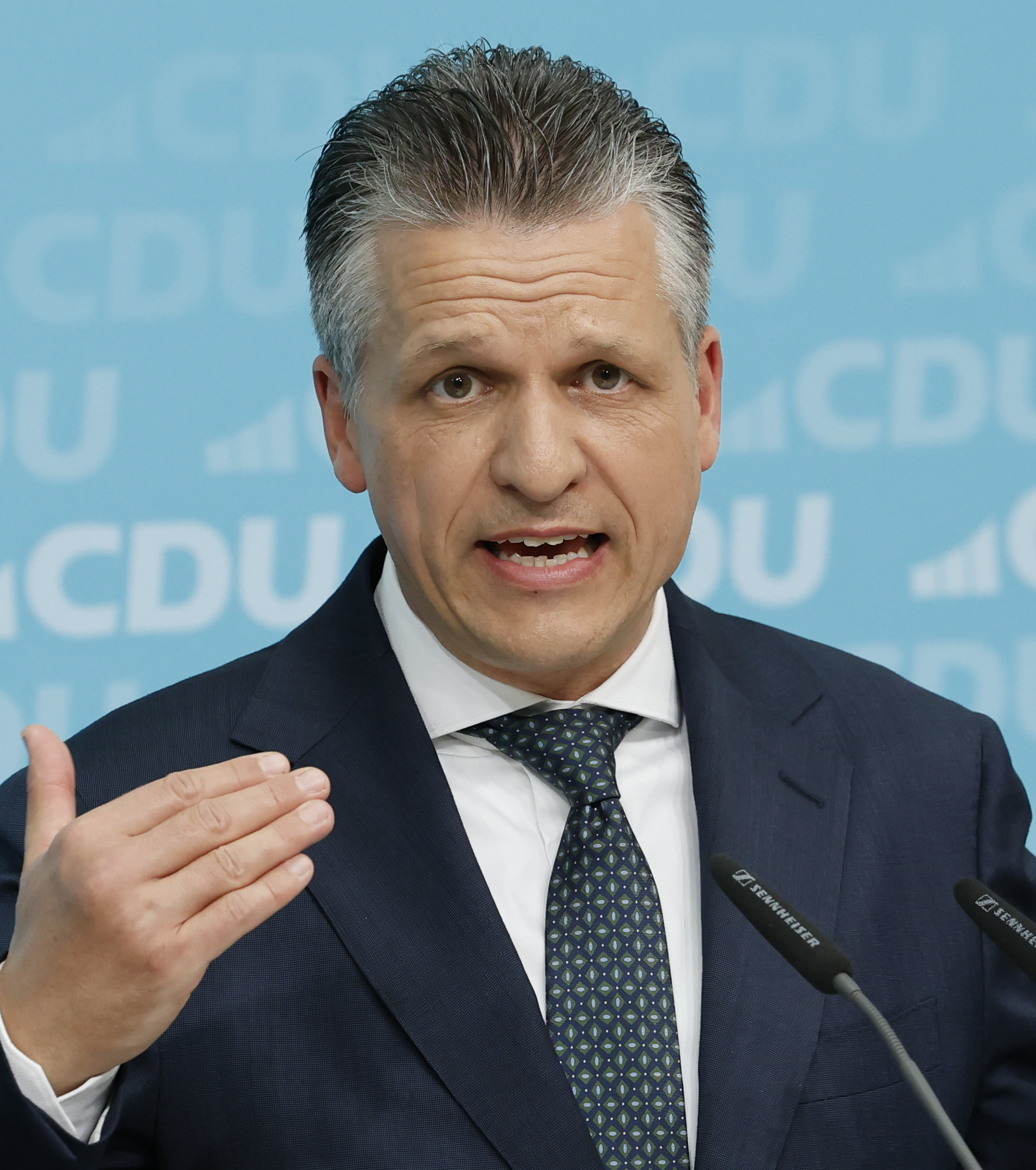
Thorsten Frei (2023)

Thorsten Frei (* 8. August 1973 in Säckingen) ist ein deutscher Politiker (CDU) und seit dem 6. Mai 2025 Bundesminister für besondere Aufgaben sowie Chef des Bundeskanzleramtes im Kabinett Merz. Seit 2013 ist Frei Mitglied des Deutschen Bundestages und war von 2021 bis 2025 Erster Parlamentarischer Geschäftsführer der CDU/CSU-Bundestagsfraktion. Von 2004 bis 2013 war er Oberbürgermeister von Donaueschingen.

## Familie, Leben und Beruf
Frei ist der Sohn eines Polizisten sowie einer Industriekauffrau. Er hat einen Bruder, ist römisch-katholischen Glaubens, verheiratet und hat drei Kinder.
Nach dem Abitur, das Frei 1993 am Scheffel-Gymnasium Bad Säckingen erwarb, leistete er bis 1994 seinen Grundwehrdienst bei der Deutsch-Französischen Brigade. Danach begann er ein Studium der Rechtswissenschaft an der Albert-Ludwigs-Universität Freiburg, das er 1999 mit dem Ersten Staatsexamen abschloss. Nach dem Rechtsreferendariat am Landgericht Waldshut-Tiengen bestand er 2001 sein Zweites Staatsexamen. Zwischen 1999 und 2002 unterrichtete er Recht an der Berufsakademie Lörrach und arbeitete in den Jahren 2001 und 2002 als Rechtsanwalt in Waldshut-Tiengen. Zwischen 2002 und 2004 war er Regierungsrat unter Staatsminister Christoph Palmer in Stuttgart. 2004 wurde Frei zum Oberbürgermeister der Großen Kreisstadt Donaueschingen gewählt; am 23. September 2012 wurde er mit 99,4 Prozent der Stimmen wiedergewählt.

## Politik
Seit 2007 ist Frei stellvertretender Landesvorsitzender der CDU Baden-Württemberg und seit 2017 Kreisvorsitzender der CDU Schwarzwald-Baar.
Von 1999 bis 2004 war Frei Mitglied im Gemeinderat der Stadt Bad Säckingen, wo er auch CDU-Fraktionsvorsitzender war. Zeitgleich war er Mitglied der Verbandsversammlung des Regionalverbandes Hochrhein-Bodensee. Von 2001 bis 2004 war er Kreisvorsitzender der CDU Waldshut, von 2006 bis 2016 Landesvorsitzender der Kommunalpolitischen Vereinigung der CDU Baden-Württemberg sowie von 2009 bis 2019 Mitglied des Kreistags des Schwarzwald-Baar-Kreises und dort ab 2011 Vorsitzender der CDU-Fraktion. Bei der Landtagswahl 2016 war Frei Wahlkampfleiter der CDU Baden-Württemberg.

## Politische Laufbahn
Am 16. November 2012 wurde Frei mit 68,6 Prozent der Delegiertenstimmen als CDU-Direktkandidat im Bundestagswahlkreis Schwarzwald-Baar für die Bundestagswahl 2013 nominiert und löste damit den langjährigen Bundestagsabgeordneten Siegfried Kauder ab, der 31,4 Prozent erhielt. Mit 56,7 Prozent der Erststimmen zog er in den Bundestag ein, wofür Frei sein Amt als Oberbürgermeister aufgab. Seinen Wohnsitz in Donaueschingen behielt er bei.
Bei der Bundestagswahl 2017 erlangte Frei mit dem zweitbesten Stimmenergebnis in Baden-Württemberg erneut das Direktmandat im Bundestagswahlkreis Schwarzwald-Baar. Als Abgeordneter im 18. sowie bis Dezember 2018 im 19. Deutschen Bundestag gehörte er als ordentliches Mitglied jeweils dem Auswärtigen Ausschuss sowie dem Ausschuss für die Angelegenheiten der Europäischen Union an. Von 2018 bis 2021 war er stellvertretender Vorsitzender der CDU/CSU-Bundestagsfraktion für Recht und Verbraucherschutz, Innen, Sport und Ehrenamt, Vertriebene, Aussiedler und deutsche Minderheiten. Er folgte Stephan Harbarth, der zuvor zum Vizepräsidenten des Bundesverfassungsgerichtes gewählt worden war. Zudem war er als stellvertretendes Mitglied im Ausschuss für Inneres und Heimat vertreten. Von 2013 bis 2018 war er zudem Obmann der CDU/CSU-Bundestagsfraktion im Unterausschuss Zivile Krisenprävention, Konfliktbearbeitung und vernetztes Handeln. Darüber hinaus war Frei stellvertretender Vorsitzender der CDU-Landesgruppe Baden-Württemberg im Deutschen Bundestag und Vorsitzender der Deutsch-Schweizerischen Parlamentariergruppe. Im 19. Deutschen Bundestag war Frei Vorsitzender des Kuratoriums der Bundeszentrale für politische Bildung.
Bei der Bundestagswahl 2021 erhielt Frei in seinem Wahlkreis erneut die meisten Erststimmen (36,4 Prozent) und damit wieder ein Direktmandat. Am 13. Dezember 2021 wurde er zum Ersten Parlamentarischen Geschäftsführer seiner Fraktion gewählt. Im 20. Deutschen Bundestag war er ordentliches Mitglied im Wahlausschuss für die Richter des Bundesverfassungsgerichts, Gemeinsamen Ausschuss und Ältestenrat. Zudem war er ordentliches Mitglied im Vermittlungsausschuss.
Bei der Bundestagswahl 2025 holte er im Schwarzwald-Baar-Kreis mit 42,3 Prozent der Stimmen das Direktmandat. Am 5. Mai 2025 gab er sein Amt als Erster Parlamentarischer Geschäftsführer an Steffen Bilger ab.
Am 6. Mai 2025 wurde Frei zum Bundesminister für besondere Aufgaben sowie Chef des Bundeskanzleramtes im Kabinett Merz ernannt.

## Positionen und Kritik (Auswahl)
Kurz vor der Bundestags-Sommerpause 2023 forderte Frei, das individuelle Recht auf Asyl müsse durch eine Kontingentlösung ersetzt werden. Das individuelle Recht auf Asyl führe zu einer sehr inhumanen Auswahl derer, die nach Europa kommen, und gefährde die dortigen Gesellschaften. Laut Pro Asyl würde dies „den Ausstieg aus der Genfer Flüchtlingskonvention, der Europäischen Menschenrechtskonvention sowie der EU-Grundrechtecharta“ bedeuten. Die CDU übernehme damit Positionen der Rechtsextremen. Politiker der Ampelparteien wiesen Freis Vorschlag als realitätsfremd, unmenschlich oder unernst zurück. Andere Juristen betonten, dass das Asylgrundrecht nicht mit dem Refoulementverbot zu verwechseln sei: Ersteres könne abschaffen, wer das Grundgesetz, die EU-Asylrichtlinien und die EU-Grundrechtecharta ändert; nur das Abschiebungsverbot bei Verfolgung sei änderungsfest. FAZ-Redakteur Haneke schrieb hingegen, die jetzige Regelung führe dazu, dass Zehntausende in Wüsten verdursten oder im Mittelmeer ertrinken, „weil wir die Steuerung der Migration kriminellen Banden überlassen oder an die libysche Küstenwache delegieren“. Man müsse beginnen „zu akzeptieren, dass Humanität und Härte in der Migrationspolitik keine Gegensätze sind, sondern einander bedingen“. Je weniger Menschen illegal über eine EU-Außengrenze kommen, „desto mehr Schutzsuchende könnte Europa kontrolliert aufnehmen“.
Plünderung von Hilfslieferungen im Gazastreifen
Im August 2025 stufte Der Spiegel in einem Faktencheck eine Aussage von Thorsten Frei als irreführend ein. Dieser hatte in Bezug auf den Krieg in Israel und Gaza seit 2023 behauptet, dass „über 50 bis zu 90 Prozent der Hilfslieferungen von Terroristen, von der Hamas, von organisierter Kriminalität gekapert“ würden. Dabei handelt es sich um eine grob verzerrende Darstellung, da Plünderungen von Hilfslieferungen vor allem durch hungernde Zivilisten und kriminelle Banden, die nicht mit der Hamas in Verbindung stehen und teilweise von Israel aufgerüstet werden, stattfinden.

## Mitgliedschaften
Frei ist ehrenamtliches Mitglied im Kuratorium der Kunststiftung Hohenkarpfen, Hausen ob Verena.

## Auszeichnungen
- Médaille de la Défense nationale, échelon or (Frankreich 2010)
- Chevalier de l’Ordre national du mérite (Frankreich 2012)